# Arneke British Cemetery
Le cimetière « Arneke British Cemetery  » est un cimetière militaire  de la Première Guerre mondiale situé sur le territoire de la commune d'Arneke, Nord.

## Localisation
Ce cimetière est situé à 3 km environ du village, route de la Seyne.

## Historique
Arneke n'est pas occupé par l'armée allemande lors de la guerre 14-18, le front s'étant stabilisé  à une soixantaine de kilomètres à l'ouest aux environs d'Ypres, Belgique. À l'automne 1917, les britanniques installent des hôpitaux militaires pour soigner les blessés arrivant du front. Ce cimetière est utilisé jusqu'en novembre 1918 pour inhumer les soldats décédés des suites de leurs blessures .

## Caractéristique
Le cimetière britannique d'Arneke, conçu par Sir Herbert Bake, contient 435 sépultures du Commonwealth datant de la Première Guerre mondiale et cinq de la seconde guerre mondiale. Il y a aussi 126 tombes de guerre françaises et cinq allemandes.

## Galerie

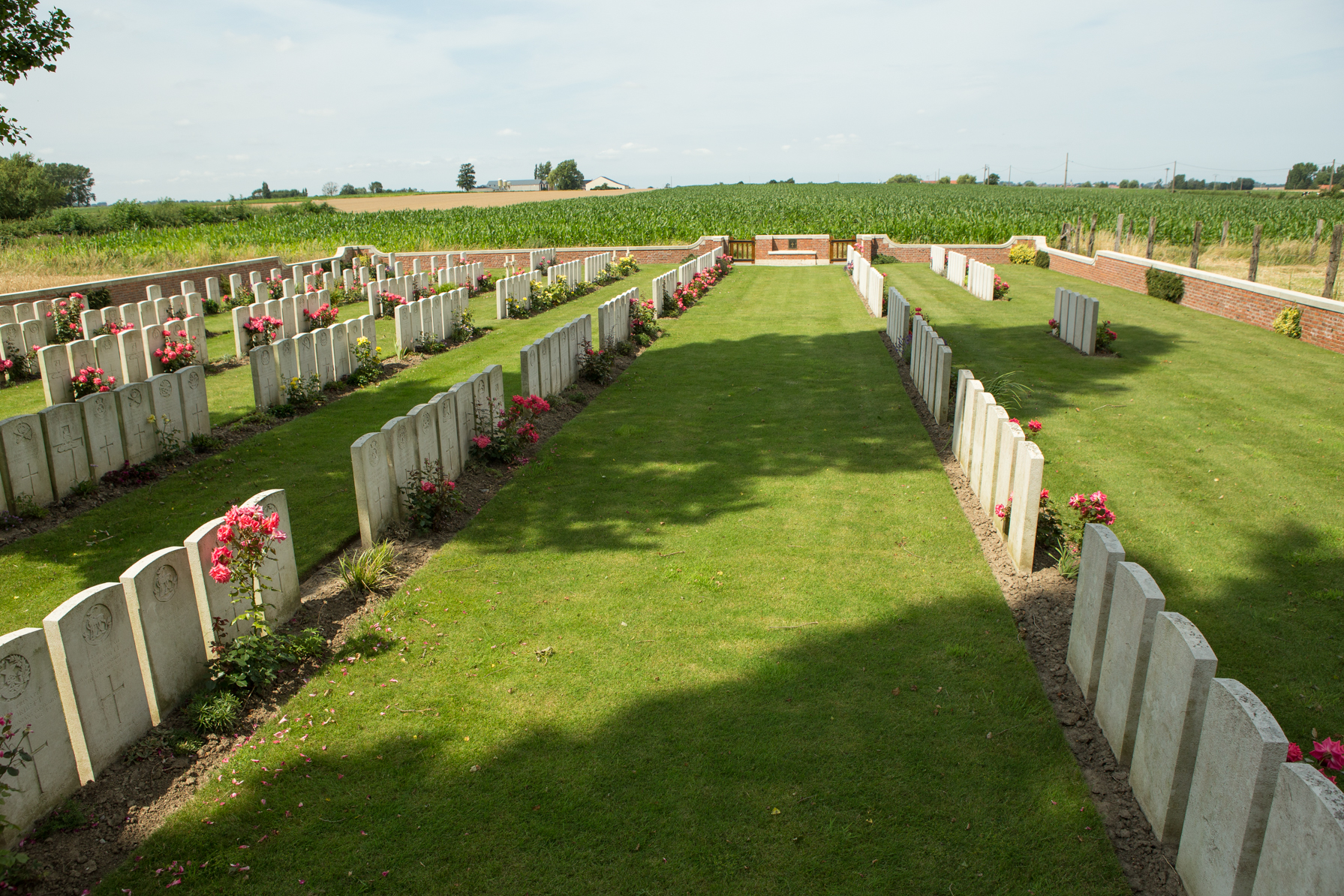
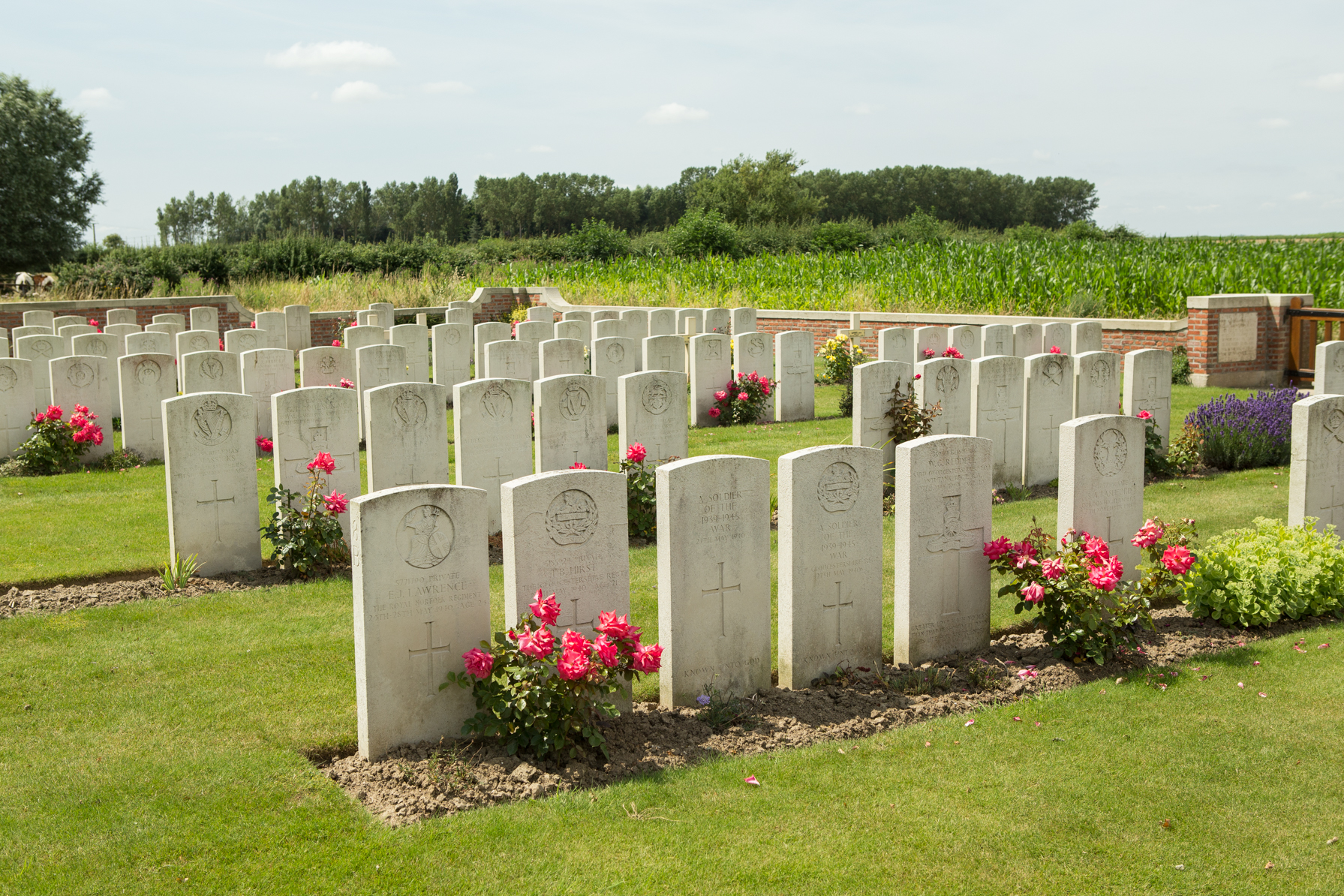
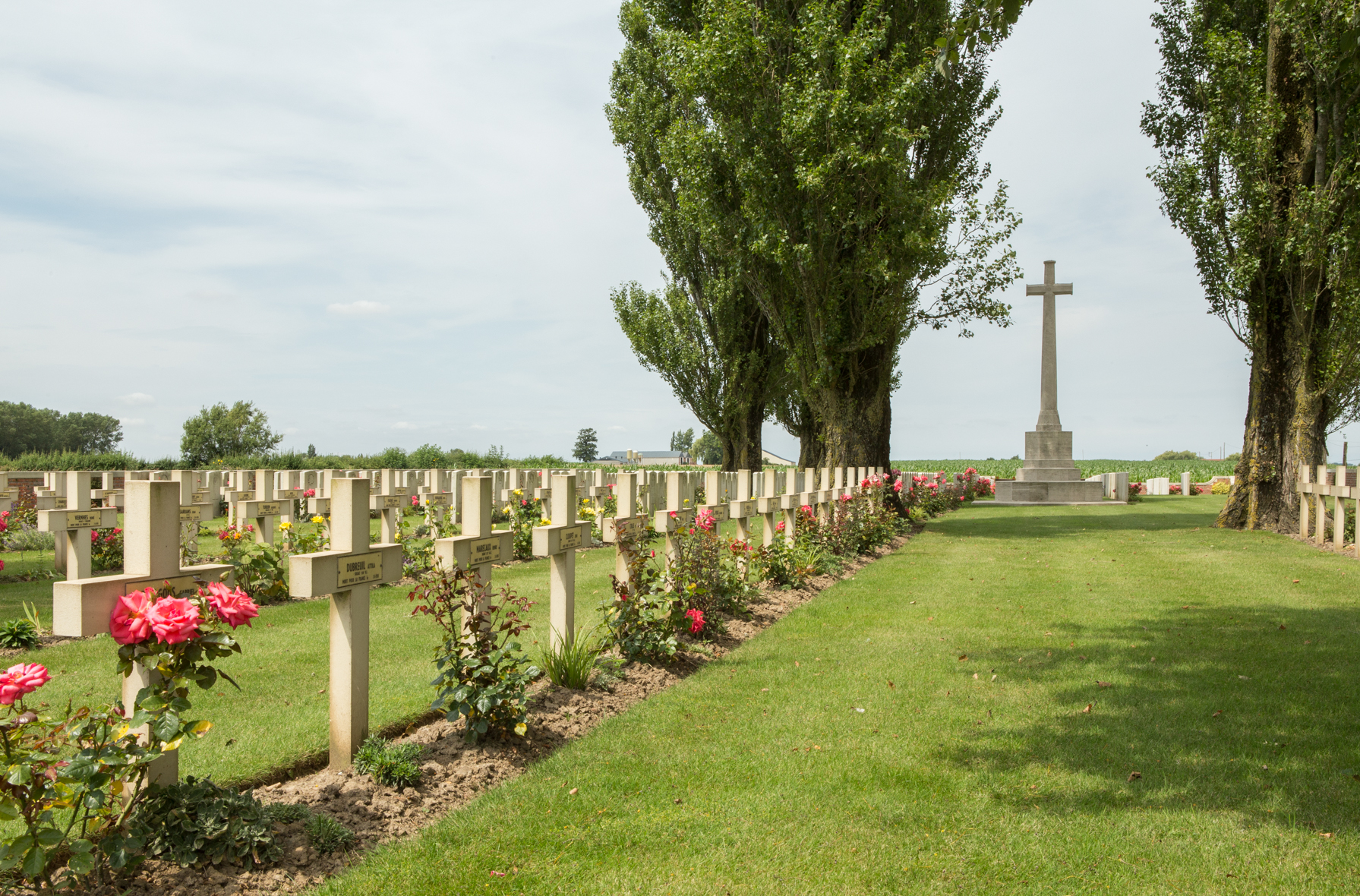
Le carré militaire français reconnaissable aux croix.
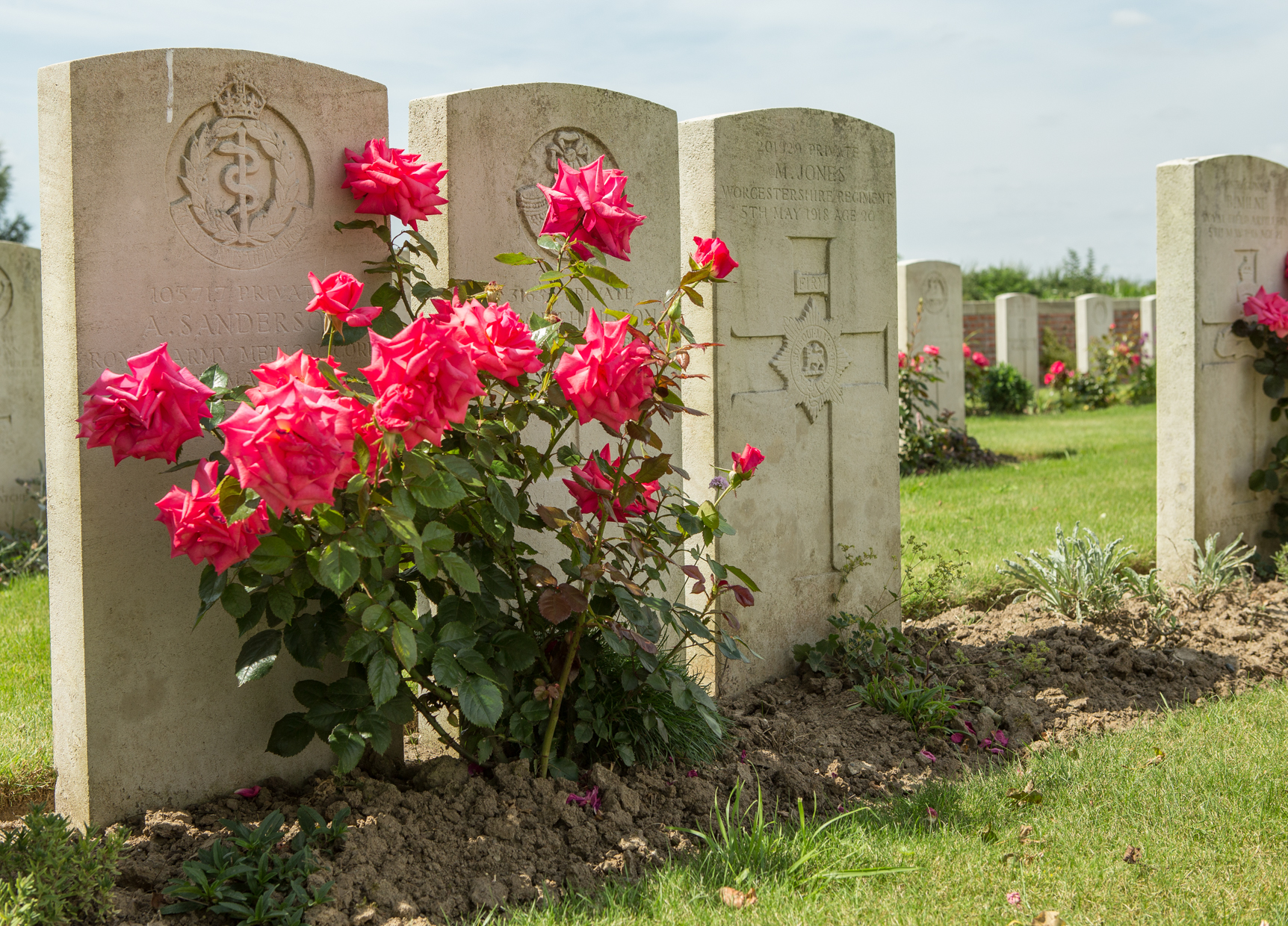
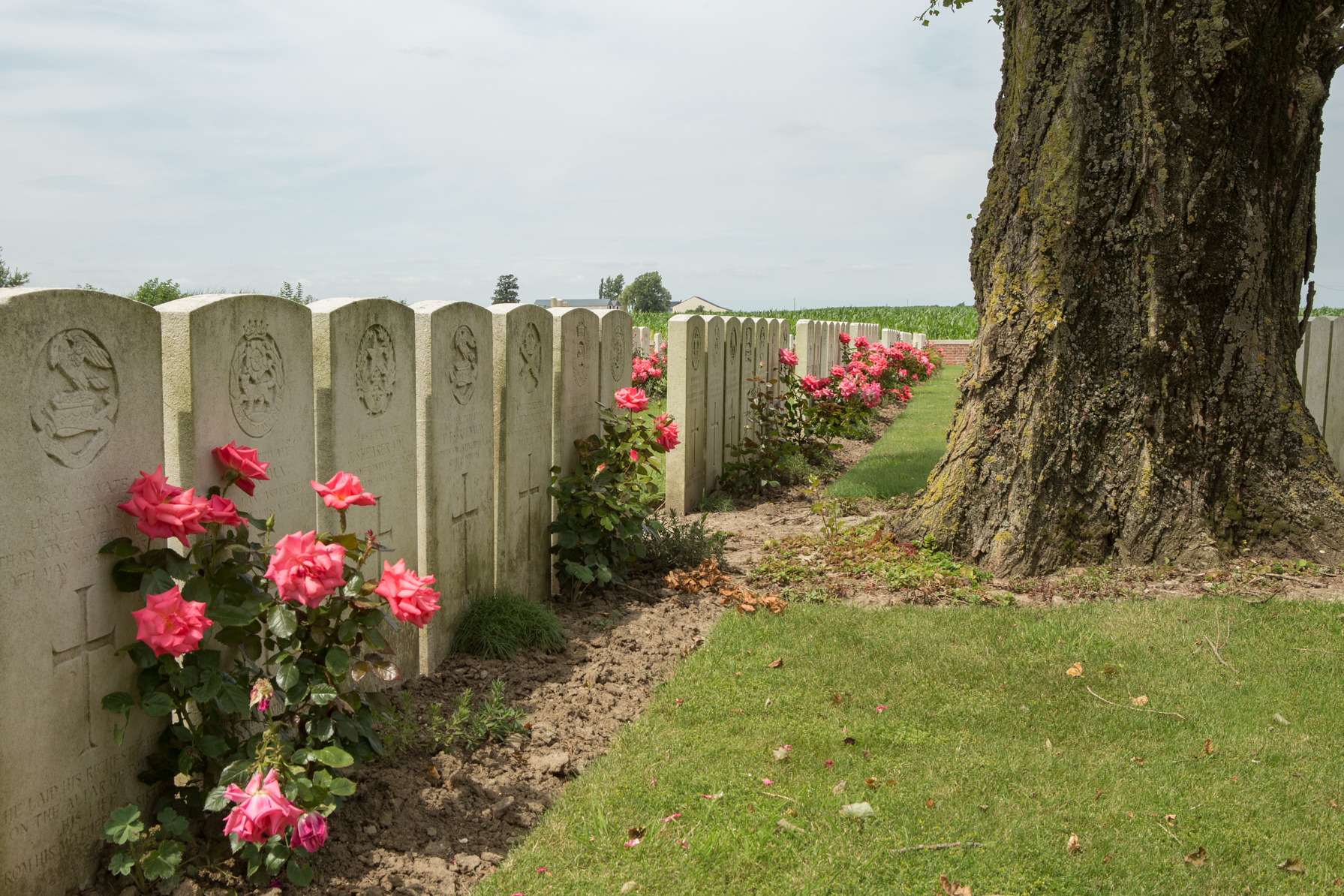

## Sépultures
| Pays             | Sépultures |
| ---------------- | ---------- |
| Royaume-Uni      | 424        |
| Canada           | 3          |
| Nouvelle-Zélande | 2          |
| Australie        | 9          |
| Afrique du Sud   | 2          |
| France           | 126        |
| Allemagne        | 5          |
| Total            | 571        |

### Liens Externes
http://www.inmemories.com/Cemeteries/arnekebrit.htm